# Burleska
Burleska (francosko burlesque; iz italijanske burla, dob. šala) je, komedija, ki skuša izvabiti smeh s smešnim prikazovanjem resnega ali resnim prikazovanjem smešnega.
Burleska je lahko:
- gledališko delo, ki na šaljiv, všasih grob način prikazuje življenje ali
- skladba šaljivega značaja[1]

## Razvoj besede
Tujka, ki je k nam v uporabo prišla v 20. stoletju, je eventuelno prevzeta prek nemške besede Burleske oziroma francoske burlesque iz italijanske burlesca /burka/, kar je v ženskem spolu posamostaljeni pridevnik burlesco /burkast, smešen/ izpeljan iz burla /šala, burka/. To se je razvilo iz lat. besede burra v pomenu besede capa, cunja, kar je v množini že v latinščini pomenilo tudi šala, burka.